# هكتور سيلفا (لاعب اتحاد الرغبي)
هكتور سيلفا (بالإسبانية: Héctor Luis Silva)‏ هو لاعب اتحاد الرغبي أرجنتيني، ولد في 1 يوليو 1945 في لابلاتا في الأرجنتين.

## وصلات خارجية
- هكتور سيلفا عل موقع إسبنسكروم (الإنجليزية)